# La Terre de chez nous
 (juillet 2021).
La Terre de chez nous est un journal québécois publié depuis 1929. Cet hebdomadaire, publié en français, a pour thématique principale l'information agricole au Québec.
Le journal a un tirage estimé à environ 27 300 copies. La Terre de chez nous est la propriété de l'Union des producteurs agricoles.

## Historique
Fondée en 1929 et lancée juste avant la Grande Dépression, le journal est né grâce à une résolution de l’Union catholique des cultivateurs (UCC). Robert Raynault était le premier rédacteur en chef, un agronome affilié à la ferme expérimentale de La Pocatière.
La première édition de La Terre de chez nous voit le jour le 6 mars 1929. Le journal se définit alors comme le « Bulletin officiel de l’Union Catholique des Cultivateurs de la Province de Québec » (aujourd'hui L'Union des producteurs agricoles). L’abonnement est alors de 1,00 $ pour un an et de 2,50 $ pour trois ans.
Au fil des ans des publications connexes sont venues compléter l'offre de l'hebdomadaire, notamment le magazine L'Utiliterre, qui se veut le cahier technique de La Terre de chez nous et qui est publié dix fois par année.